# Sveinn Aron Guðjohnsen
Sveinn Aron Guðjohnsen (Reykjavik, 12 mei 1998) is een IJslands voetballer die doorgaans als centrumspits speelt. In januari 2024 verruilde hij IF Elfsborg voor Hansa Rostock. Hij is de zoon van Eiður Guðjohnsen en de kleinzoon van Arnór Guðjohnsen.

## Clubcarrière
Guðjohnsen speelde van 2006 tot 2011 bij de cantera van FC Barcelona, de club waar zijn vader Eiður van 2006 tot 2009 voetbalde. Na nog vier jaar bij CF Gavà gespeeld te hebben trok hij in 2015 naar zijn geboorteland, waar hij bij HK Kópavogur ging voetballen in de 1. deild karla (de tweede divisie in het IJslandse voetbal). Een jaar later haalde Valur Reykjavík hem naar de Úrvalsdeild, het hoogste niveau in IJsland. Van 2017 tot 2018 voetbalde hij in de Úrvalsdeild voor Breiðablik Kópavogur.
In juli 2018 maakte Guðjohnsen de overstap naar de Italiaanse tweedeklasser Spezia Calcio. In de tweede helft van het seizoen 2018/19 leende de club hem uit aan de Italiaanse derdeklasser Ravenna FC. Ook in het seizoen 2020/21 werd Guðjohnsen uitgeleend, ditmaal aan de Deense eersteklasser Odense BK.
In augustus 2021 maakte Guðjohnsen op definitieve basis de overstap naar de Zweedse eersteklasser IF Elfsborg. In januari 2024 verruilde hij de Zweedse club voor het Duitse Hansa Rostock dat uitkomt in de 2. Bundesliga. Hij tekende een contract tot de zomer van 2026.

## Interlandcarrière
Guðjohnsen maakte in 2014 zijn debuut als IJslands jeugdinternational. In 2021 nam hij met de IJslandse beloften deel aan het EK onder 21 in Hongarije en Slovenië. Guðjohnsen scoorde er tegen Rusland het enige doelpunt van de IJslanders in de groepsfase.
Op 31 maart 2021 maakte Guðjohnsen zijn debuut als international van IJsland in de met 1-4 gewonnen WK-kwalificatiewedstrijd tegen Liechtenstein.
| Interlands van Sveinn Aron Guðjohnsen | Interlands van Sveinn Aron Guðjohnsen | Interlands van Sveinn Aron Guðjohnsen | Interlands van Sveinn Aron Guðjohnsen | Interlands van Sveinn Aron Guðjohnsen | Interlands van Sveinn Aron Guðjohnsen | Interlands van Sveinn Aron Guðjohnsen |
| No.                                   | Datum                                 | Wedstrijd                             | Uitslag                               | Soort Wedstrijd                       | Doelpunten                            |                                       |
| Als speler bij Odense BK              | Als speler bij Odense BK              | Als speler bij Odense BK              | Als speler bij Odense BK              | Als speler bij Odense BK              | Als speler bij Odense BK              | Als speler bij Odense BK              |
| ------------------------------------- | ------------------------------------- | ------------------------------------- | ------------------------------------- | ------------------------------------- | ------------------------------------- | ------------------------------------- |
| 1.                                    | 31 maart 2021                         | Liechtenstein – IJsland               | 1 – 4                                 | Kwalificatie WK 2022                  | -                                     |                                       |
| 2.                                    | 29 mei 2021                           | Mexico – IJsland                      | 2 – 1                                 | Vriendschappelijk                     | -                                     |                                       |
| 3.                                    | 4 juni 2021                           | Faeröer – IJsland                     | 0 – 1                                 | Vriendschappelijk                     | -                                     |                                       |
| 4.                                    | 8 juni 2021                           | Polen – IJsland                       | 2 – 2                                 | Vriendschappelijk                     | -                                     |                                       |
| Als speler bij IF Elfsborg            |                                       |                                       |                                       |                                       |                                       |                                       |
| 5.                                    | 8 oktober 2021                        | IJsland – Armenië                     | 1 – 1                                 | Kwalificatie WK 2022                  | -                                     |                                       |
| 6.                                    | 11 oktober 2021                       | IJsland – Liechtenstein               | 4 – 0                                 | Kwalificatie WK 2022                  | -                                     |                                       |
| 7.                                    | 11 november 2021                      | Roemenië – IJsland                    | 0 – 0                                 | Kwalificatie WK 2022                  | -                                     |                                       |
| Totaal                                | Totaal                                | Totaal                                | Totaal                                | Totaal                                | -                                     |                                       |

Bijgewerkt tot 12 november 2021